# Weinmannia auriculifera
Weinmannia auriculifera är en tvåhjärtbladig växtart som beskrevs av Georg Hans Emmo Emo Wolfgang Hieronymus. Weinmannia auriculifera ingår i släktet Weinmannia och familjen Cunoniaceae. Inga underarter finns listade i Catalogue of Life.